# O beijo no asfalto
O beijo no asfalto es una obra de teatro brasileña de Nelson Rodrigues escrita en 1961. Fue estrenada por el grupo Teatro dos Sete ese mismo año en Río de Janeiro.

## Sinopsis
Un reportero sensacionalista y un comisario corrupto intentan desprestigiar a un hombre (Arandir) que atendió la petición de otro hombre besándolo en la boca antes de morir tras ser atropellado por un autobús. Estos no dudarán en utilizar el chantaje y la extorsión con tal de seguir vendiendo periódicos, el primero, y tapar casos de corrupción en el cuerpo, el segundo. La vida de Arandir comienza a desmoronarse cuando sus seres queridos empiezan a desconfiar de él ante la gran presión social y mediática.